# Hans Egede
Hans Egede (Harstad, 1686. január 31. – Falster, 1758. november 5.) dán–norvég evangélikus misszionárius. Jelentős lépéseket tett Grönland megtérítésére, ezért Grönland apostolának is nevezik. Sikeres missziót hozott létre az eszkimók között, és több évszázaddal a kapcsolatok megszakítása után újjáélesztette a dán–norvég érdekeket a sziget vonatkozásában. Ő alapította Godthåbot, amely ma Nuuk néven Grönland fővárosa.

## Megjelenése a kultúrában
- Kim Leine: A szellemidéző és a tiszteletes; ford. Soós Anita; Scolar, Budapest, 2019

## Fordítás
- Ez a szócikk részben vagy egészben a Hans Egede című angol Wikipédia-szócikk ezen változatának fordításán alapul.  Az eredeti cikk szerkesztőit annak laptörténete sorolja fel. Ez a jelzés csupán a megfogalmazás eredetét és a szerzői jogokat jelzi, nem szolgál a cikkben szereplő információk forrásmegjelöléseként.